# Gustaf Björnström
Gustaf Björnström, född den 8 juli 1867 i Solna församling, Stockholms län, död där den 17 september 1934, var en svensk militär. Han var son till Victor Björnström.
Björnström blev underlöjtnant vid Svea artilleriregemente 1889, löjtnant där 1894, kapten 1904 och major 1912. Han befordrades till överstelöjtnant i armén 1917 och vid regementet 1918. Björnström blev överste i IV. arméfördelningens reservbefäl 1922. Han blev riddare av Svärdsorden 1910. Björnström vilar i en familjegrav på Solna kyrkogård.